# Sławęcin (województwo pomorskie)
Sławęcin (niem. Schlagenthin) – wieś w Polsce położona w województwie pomorskim, w powiecie chojnickim, w gminie Chojnice. Połączenie z centrum Chojnic umożliwiają autobusy komunikacji miejskiej (linia nr 6).
W latach 1975–1998 miejscowość położona była w województwie bydgoskim.
W Sławęcinie urodził się działacz niepodległościowy i społeczny Edmund Kręcki. Do 1945 roku większość mieszkańców stanowili Kosznajdrzy, którzy w większości opuścili miejscowość po II wojnie światowej.
Oficjalnymi częściami wsi są:
| Integralne części wsi Sławęcin | Integralne części wsi Sławęcin | Integralne części wsi Sławęcin |
| SIMC                           | Nazwa                          | Rodzaj                         |
| ------------------------------ | ------------------------------ | ------------------------------ |
| 0082251                        | Lisia Góra                     | część wsi                      |
| 0082268                        | Pod Ciechocin                  | część wsi                      |
| 0082274                        | Pod Obrowo                     | część wsi                      |
| 0082280                        | Pod Ostrowite                  | część wsi                      |
| 0082021                        | Pod Sławęcin                   | część wsi                      |

## Historia
Pierwsza wzmianka o Sławęcinie pochodzi z 24 sierpnia 1338 roku. Wieś lokowana  15 lipca 1368 na 95 łanach kmiecych i prawie chełmińskim, dyplom lokacyjny dla Sławęcina wystawił komtur Tucholski Zygfryd von Gerlachsheim.
W 1431 roku komtur Jobst Hokenkirchen nadał Janowi Rockwenbuche karczmę z 6 morgami ziemi. Za czasów Krzyżackich istniała w Sławęcinie parafia, która była w dekanacie Tucholskim, który podlegał arcybiskupstwu Gnieźnieńskiemu. Sławęcin był siedzibą parafii obejmującą wieś kościelną i Obrowo.W 1617 roku decyzją abp. gnieźnieńskiego Wawrzyńca Gembickiego parafia sławęcińska utraciła samodzielność, a znajdująca się we wsi świątynia została filią parafii w Lichnowach. Szczegółowy opis kościoła sławęcińskiego zawiera protokół wizytacji ks. Trebnica z 1652/1653 roku. Była to budowla konstrukcji szkieletowej, drewniano-murowana, pokryta dachówką. Świątynia pod wezwaniem św. Katarzyny posiadała dwa ołtarze, w głównym znajdował się drewniany krzyż. Ponadto wyposażona była w konfesjonał, ambonę, ozdobną chrzcielnicę oraz ławy. Kościół otaczał cmentarz, na którym znajdowała się wolnostojąca dzwonnica z dwoma dzwonami oraz budowana w pruski mur kostnica. W 1741 roku budowli dodano wieżę i obmurowano ją. Kościół sławęciński zaopatrzony był w cztery włóki roli, które pleban wydzierżawiał. Proboszcz lichnowski otrzymywał ze Sławęcina dziesięcinę: od włóki korzec żyta. W XV wieku w miejscowości osiedlili się kosznajdrzy. 
Po wojnie trzynastoletniej Sławęcin stał się wsią Królewską, liczył 64 włók ziemi. W 1570 roku było 24 gburów, w 1632 roku było ich 16. Gburzy użytkowali po 2 włóki roli, płacili od włóki czynsz florena 2,5 ćwiertni owsa 2 kury 10 groszy kądzielnego 5 groszy stróżowego i innych opłat oraz odrabiali pańszczyzne w folwarku w Obrowie. W Sławęcinie w owym czasie istniały dwie karczmy. W drugiej połowie XVIII wieku kmiecie ze Sławęcina przechodzą na czynsz i nie szarwarkują. 
Pod koniec 1772 roku wieś liczyła 191 mieszkańców w tym: 2 rodziny sołtysie, 17 kmiecych, dwie rodziny karczmarzy, 2 chałupnicze, kowala, krawca, owczarza, pasterza, świniarza, robotników i dzierżawcy gruntów kościelnych. 
Według Spisu Pruskiego głów rodzin z 1772 w Sławęcinie mieszkali: Musolff Andreas sołtys, Musolff Johann sołtys, Karnowski Wojciech kmieć, Kallas Michael Kmieć, Schukaj Paul kmieć, Frölich Adam kmieć, Musolff Johann kmieć, Isbanner Michael kmieć, Schmetter Peter kmieć, Musolff Lorenz kmieć, Scheffler Johann karczmarz, Frölich Joseph kmieć, Schmelter Lorentz kmieć, Musolff Jacob kmieć, Wollenburger Martin kmieć, Jarszk Lorentz kmieć, Rinck Peter kmieć, Klinger Thomas kmieć, Pansoek Johann kmieć, Pancke George kmieć, Ott Matheus karczmarz, Thiel Casimir chałupnik, Schmelter Joseph chałupnik, Klinger George robotnik, Romp Johann krawiec, Schmelterin Eva robotnica, Klingerin Eva robotnica, Weyherin Anna robotnica, Schmelter Gertruda robotnica, Duchrow Johann owczarz, Duchrow Christian pasterz, Klinger Georg świniarz, Lotz Johann kowal, Berend Jacob dzierżawca, Hubner Georg robotnik.